# Torii Suneemon
Torii Suneemon (鳥居 強右衛門?; 1540 – 1575) è stato un samurai giapponese della famiglia Torii, conosciuto per il suo coraggio e per l'incredibile valore dimostrato nella battaglia di Nagashino (1575).

## Biografia
Suneemon era onorario di Okudaira Sadamasa e membro della guarnigione di Nagashino quando la fortezza venne posta sotto assedio dalle forze di Takeda Katsuyori. Già distintosi per il coraggio e noto per la destrezza nel muoversi nella zona, si offrì volontario nella pericolosissima missione di spionaggio attraverso le linee degli assedianti, per chiedere rinforzi presso Tokugawa Ieyasu, a Okazaki. Dopo aver avvertito con successo Tokugawa, venne catturato da Takeda durante il viaggio di ritorno a Nagashino.
Torii venne quindi imprigionato e costretto ad urlare ai suoi compatrioti che non avrebbero ricevuto alcun rinforzo, incitandoli ad arrendersi. Egli invece iniziò ad incoraggiare la sua guarnigione, spiegando che l'armata di Tokugawa stava ormai arrivando e quindi li invitò a resistere al nemico ancora per poco.
C'è controversia riguardo al momento in cui Suneemon pronunciò queste parole: secondo alcuni prima di essere ucciso, secondo altri durante il suo supplizio, prima di morire. Venne comunque crocifisso per ordine di Takeda, indignato per il suo gesto.

## Nella cultura
Suneemon divenne, grazie al suo sacrificio, uno dei più famosi esempi del coraggio samurai nella storia. Un servitore dei Takeda, Ochiai Michihisa, a partire da quel momento, utilizzò una bandiera raffigurante Torii Suneemon appeso alla croce.
Nel 1923, una stazione ferroviaria sorta sul luogo in cui morì Suneemon prese il nome di stazione di Torii.